# Гет-Крік (Каліфорнія)
Гет-Крік (англ. Hat Creek) — переписна місцевість (CDP) в США, в окрузі Шаста штату Каліфорнія. Населення — 266 осіб (2020).

## Географія
Гет-Крік розташований за координатами 40°47′23″ пн. ш. 121°28′28″ зх. д. / 40.78972° пн. ш. 121.47444° зх. д. (40.789799, -121.474529).  За даними Бюро перепису населення США в 2010 році переписна місцевість мала площу 129,98 км², з яких 129,53 км² — суходіл та 0,44 км² — водойми.

### Клімат
| Клімат : Гет-Крік       | Клімат : Гет-Крік | Клімат : Гет-Крік | Клімат : Гет-Крік | Клімат : Гет-Крік | Клімат : Гет-Крік | Клімат : Гет-Крік | Клімат : Гет-Крік | Клімат : Гет-Крік | Клімат : Гет-Крік | Клімат : Гет-Крік | Клімат : Гет-Крік | Клімат : Гет-Крік | Клімат : Гет-Крік |
| Показник                | Січ.              | Лют.              | Бер.              | Квіт.             | Трав.             | Черв.             | Лип.              | Серп.             | Вер.              | Жовт.             | Лист.             | Груд.             | Рік               |
| Абсолютний максимум, °C | 21,1              | 26,1              | 28,3              | 34,4              | 38,3              | 41,1              | 45,0              | 43,3              | 41,7              | 37,8              | 31,1              | 20,0              | 45,0              |
| Середній максимум, °C   | 8,3               | 11,3              | 14,4              | 18,6              | 23,7              | 28,2              | 33,3              | 32,8              | 29,1              | 22,3              | 13,4              | 8,4               | 20,3              |
| Середній мінімум, °C    | −5,6              | −4                | −2                | 0,2               | 3,5               | 6,4               | 8,1               | 6,6               | 3,6               | 0,0               | −2,7              | −5,1              | 0,8               |
| Абсолютний мінімум, °C  | −27,2             | −22,2             | −14,4             | −12,2             | −7,8              | −2,8              | −2,8              | −2,8              | −5,6              | −12,2             | −13,9             | −28,9             | −28,9             |
| Норма опадів, мм        | 70                | 70                | 55                | 36                | 32                | 20                | 5                 | 6                 | 14                | 31                | 55                | 71                | 464               |
| Днів з опадами          | 11                | 11                | 11                | 8                 | 7                 | 5                 | 1                 | 2                 | 3                 | 5                 | 9                 | 11                | 84,0              |
| ----------------------- | ----------------- | ----------------- | ----------------- | ----------------- | ----------------- | ----------------- | ----------------- | ----------------- | ----------------- | ----------------- | ----------------- | ----------------- | ----------------- |
| Джерело: WRCC           |                   |                   |                   |                   |                   |                   |                   |                   |                   |                   |                   |                   |                   |

## Демографія
Згідно з переписом 2010 року, у переписній місцевості мешкало 309 осіб у 133 домогосподарствах у складі 89 родин. Густота населення становила 2 особи/км².  Було 194 помешкання (1/км²).
Расовий склад населення:
| - 77,3 % — білих - 14,6 % — корінних американців - 1,3 % — вихідців з тихоокеанських островів - 1,3 % — чорних або афроамериканців - 0,6 % — азіатів - 2,9 % — осіб інших рас |

До двох чи більше рас належало 1,9 %. Частка іспаномовних становила 6,5 % від усіх жителів.
За віковим діапазоном населення розподілялося таким чином: 19,1 % — особи молодші 18 років, 60,2 % — особи у віці 18—64 років, 20,7 % — особи у віці 65 років та старші. Медіана віку мешканця становила 51,9 року. На 100 осіб жіночої статі у переписній місцевості припадало 96,8 чоловіків;  на 100 жінок у віці від 18 років та старших — 96,9 чоловіків також старших 18 років.
Середній дохід на одне домашнє господарство  становив 35 951 долар США (медіана — 36 042), а середній дохід на одну сім'ю — 42 962 долари (медіана — 41 944). За межею бідності перебувало 21,9 % осіб, у тому числі 100,0 % дітей у віці до 18 років та 16,2 % осіб у віці 65 років та старших.
Цивільне працевлаштоване населення становило 103 особи. Основні галузі зайнятості: сільське господарство, лісництво, риболовля — 66,0 %, освіта, охорона здоров'я та соціальна допомога — 34,0 %.